# Aranka (Film)
Aranka ist ein deutscher Fernsehfilm. Der Südwestfunk produzierte das Werk im Jahr 1986, das auf dem Tagebuch „Ich lerne leben, weil du sterben mußt“ von Cordula Zickgraf basiert.

## Handlung
Die Schwesternschülerin Cordula muss wegen einer Hyperthyreose zur Beobachtung ins Krankenhaus und wird in das Zimmer der siebzehnjährigen krebskranken Aranka eingewiesen. Cordula kennt aus ihrer Ausbildung derartige Krankheiten und die damit verbundene Leidensgeschichte. Anfangs will sie sich noch von Aranka distanzieren, dennoch entwickelt sich zwischen beiden eine kurze, intensive und schwierige Freundschaft. Nach drei Wochen im Krankenhaus wird Cordula ohne Diagnose entlassen und erfährt, dass Aranka kurz nach ihrer Entlassung gestorben ist.